# Surface Laptop 2
La Surface Laptop 2 és una portàtil de la sèrie Surface produïda per Microsoft. Presentat en un esdeveniment a Nova York el 2 d'octubre de 2018 i, juntament amb la Surface Pro 6 llançada el 16 d'octubre de 2018, té èxit el Surface Laptop llançada el juny de 2017. Tot mantenint un disseny similar al disseny original del seu predecessor, Surface Laptop 2 ha millorat les seves especificacions de maquinari en comparació amb ell, un nombre més gran d'opcions d'emmagatzematge i un nou color negre mat.

## Configuració
El Surface Laptop 2 està disponible en quatre colors: Negre, Platí, Borgonya i Cobalt Blau. Estàn disponible amb els microprocessadors Intel Core i5 i Intel Core i7. La memòria RAM es pot configurar de 8 GB o 16 GB, mentre que la capacitat d'emmagatzematge s'ofereix en configuracions de 128 GB, 256 GB, 512 GB i 1 TB. El portàtil no té cap opció d'emmagatzematge expandible.
| Opcions de configuració del Surface Laptop 2 | Opcions de configuració del Surface Laptop 2 | Opcions de configuració del Surface Laptop 2 | Opcions de configuració del Surface Laptop 2 | Opcions de configuració del Surface Laptop 2 | Opcions de configuració del Surface Laptop 2 | Opcions de configuració del Surface Laptop 2 |
| Preu en USD                                  | Preu en USD                                  | CPU                                          | GPU                                          | RAM                                          | SSD                                          | Color                                        |
| Consumidor                                   | Empresarial                                  | CPU                                          | GPU                                          | RAM                                          | SSD                                          | Color                                        |
| -------------------------------------------- | -------------------------------------------- | -------------------------------------------- | -------------------------------------------- | -------------------------------------------- | -------------------------------------------- | -------------------------------------------- |
| 999                                          | 1199                                         | Intel Core i5-8250U                          | Intel UHD Graphics 620                       | 8GB                                          | 128GB                                        | P                                            |
| 1299                                         | 1399                                         | Intel Core i5-8250U                          | Intel UHD Graphics 620                       | 8GB                                          | 256GB                                        | P B C B                                      |
| 1599                                         | 1649                                         | Intel Core i7-8650U                          | Intel UHD Graphics 620                       | 8GB                                          | 256GB                                        | P B C B                                      |
| 2199                                         | 2249                                         | Intel Core i7-8650U                          | Intel UHD Graphics 620                       | 16GB                                         | 512GB                                        | P B C B                                      |
| 2699                                         | 2749                                         | Intel Core i7-8650U                          | Intel UHD Graphics 620                       | 16GB                                         | 1TB                                          | P B C B                                      |

 Platí   Negre   Blau de cobalt   Borgonya 

## Característiques
El sistema operatiu per defecte és Windows 10 Home. La pantalla és una pantalla tàctil de 10 punts de 22,5x 2256x1504 píxels amb una càmera frontal HD de 720p. El portàtil pesa 1,252 quilograms per als models Intel Core i5 i 1,283 quilograms per al model Intel Core i7.

## Maquinari
El Surface Laptop 2 inclou tres ports diferents a la part esquerra del portàtil, un port  USB-A, un port mini-display i la presa per a auriculars. El costat dret del dispositiu conté un port de connector de superfície magnètica. La Surface Laptop 2 va ser criticada per no haver inclòs un port USB-C i un port Thunderbolt 3.
Aquest ordinador portàtil té dos altaveus omníònics, un estèreo, alguns micròfons per recopilar àudio i una presa d'auriculars que es troba a la part esquerra de l'ordinador.
La durada de la bateria d'aquest ordinador portàtil té aproximadament 14 hores i 20 minuts, amb un temps de càrrega aproximadament de 3-5 hores.

## Cronologia
Font: Microsoft Devices Blog